# Meja Orize
Mejë en albanais et Meja Orize en serbe latin (en serbe cyrillique : Меја Оризе) est une localité du Kosovo située dans la commune/municipalité de Gjakovë/Đakovica, district de Gjakovë/Đakovica (Kosovo) ou de Pejë/Peć (Serbie). Selon le recensement kosovar de 2011, elle compte 4 888 habitants.
En 2011, le village d'Orizë, qui faisait partie de Meja Orize, a été recensé comme une localité à part entière ; il comptait 78 habitants, tous albanais,.

## Démographie

### Évolution historique de la population dans la localité
| 1948 | 1953 | 1961 | 1971 | 1981 | 1991 | 2011  |
| ---- | ---- | ---- | ---- | ---- | ---- | ----- |
| 203  | 216  | 271  | 351  | 499  | 618  | 4 888 |

|  |

### Répartition de la population par nationalités (2011)
En 2011, les Albanais représentaient 84,53 % de la population et les Égyptiens 12,48 %.